# États impériaux

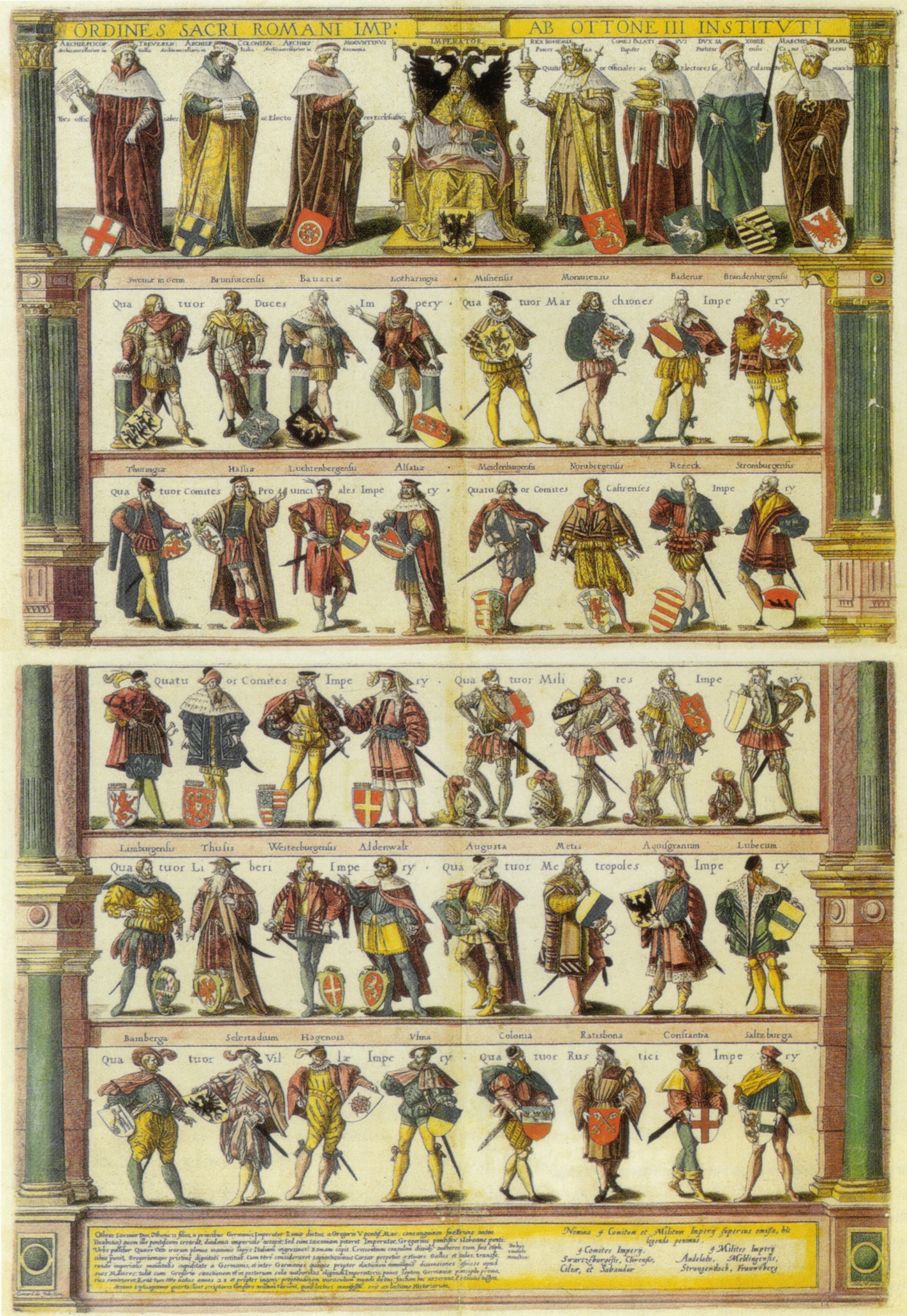
Ordines Sacri Romani Imperii ab Ottone III instituti, représentation symbolique des états impériaux sur une gravure de 1606.

Les états impériaux, appelés officiellement Ordines Sacri Romani Imperii ou Status Imperii (en allemand : Reichsstände ; en français états de l'Empire, en tchèque Říšské stavy, en néerlandais Rijksstanden, en italien Stati Imperiali) du Saint-Empire romain étaient les personnes et les corporations ayant droit de siéger et de voter à la diète d'Empire (officiellement : Diaeta Imperii ou Comitium Imperiale) qui devint perpétuelle en 1663.
Il s'agissait des personnes et corporations bénéficiant de l'immédiateté impériale, à l'exception des chevaliers d'Empire, des ganerbinats et des villages d'Empire.

## Terminologie et traduction
La diète d'Empire n'était pas, à proprement parler, une assemblée d'états. Les archevêques, évêques et autres prélats qui y participaient n'y siégeaient qu'en qualité, non d'ecclésiastiques, mais de seigneurs ou de représentants d'une seigneurie. Le droit de siéger et de voter à la diète d'Empire était attaché à la possession d'une seigneurie. Un membre de la diète d'Empire disposait d'autant que voix qu'il possédait de seigneuries privilégiées.
La typologie des états impériaux se fixa lentement, de la Bulle d'or de 1356, qui définit les privilèges des princes-électeurs, au recès de la diète d'Augsbourg de 1582, qui confère voix délibérative aux villes d'Empire. Les principales distinctions étaient les suivantes :
- en fonction du collège d'appartenance : les princes-électeurs (en allemand : Kurfürst, au singulier), membres du collège homonyme ; les princes d'Empire, membres du collège homonyme ; les villes d'Empire, membres du collège homonyme ;
- en fonction de l'appartenance ou non au clergé : les états laïques (weltliche Reichsstände) et les états ecclésiastiques (geistliche Reichsstände) ;
- en fonction de la nature de la voix : les états à voix virile (Virilstimme) et les états à voix curiale (Kuriatstimme).

## Composition
À l'époque moderne, plus de 300 princes ecclésiastiques (les prince-évêques et les prélats de l'Empire) et laïcs (les princes du Saint-Empire) mais aussi des villes libres d'Empire, des comtes du Saint-Empire (les comtes régnants des comtés d'immédiateté impériale) et des ordres militaires composent les états impériaux.
L'empereur peut également conférer le droit de faire partie des états impériaux aux personnes ne possédant pas de territoire (les Personalisten). À partir de 1654, la possession d'un territoire immédiat, c'est-à-dire un fief attribué directement par l'empereur, est nécessaire pour faire partie des états impériaux, tout comme le consentement d'un collège de la Diète d'Empire et de l'empereur. Tous les états impériaux sont consignés dans la matricule d'Empire (Reichsmatrikel).
Les états impériaux ecclésiastiques sont composés :
- des trois princes-électeurs ecclésiastiques : l'archevêque de Mayence, de Cologne et de Trèves ;
- d'autres représentants spirituels qui règnent sur leur propre territoire (comme les princes-évêques et les prélats d'Empire) ;
- des grands maîtres d'ordres de chevalerie : ordre Teutonique et Johanniterorden.

Les territoires immédiats auxquels étaient attachés la qualité d'états ecclésiastiques étaient appelés Reichsstift. Un Reichsstift était dit Erzstift (rendu par archevêché) s'il était tenu par un archevêque (Erzbischof) et Hochstift s'il était tenu par un évêque (Bischof).
Les états impériaux temporels sont composés :
- des quatre et plus tard six princes-électeurs temporels : originellement, le roi de Bohême, le comte palatin du Rhin ou électeur palatin, le duc de Saxe (électeur de Saxe), le margrave de Brandebourg (électeur de Brandebourg) ; ultérieurement le duc de Bavière, le duc de Brunswick-Lunebourg ;
- de princes du Saint-Empire et de comtes du Saint-Empire, dans la mesure où ils ont gouverné un territoire avec immédiateté impériale ;
- et des villes libres d'Empire.

À partir de 1489, les états à la Diète d'Empire sont divisés en trois collèges. On distingue alors le Collège des princes-électeurs (Kurfürstenkollegium), le Collège des villes d'Empire (Reichsstädtekollegium) et le Conseil des princes d'Empire (Reichsfürstenrat). Les comtes sont subordonnés au Reichsfürstenrat. Tout recès d'Empire nécessite l'accord des trois collèges. Les chevaliers d'Empire ont essayé à plusieurs reprises en vain qu'un état soit créé pour eux.
Les princes-électeurs, les princes et les princes-évêques disposent chacun d'une voix à la Diète d'Empire, la Virilstimme (du latin vir pour homme). Les comtes sont par contre réunis en quatre collèges : les bancs de Westphalie, de Vettéravie, de Franconie et de Souabe, qui disposent chacun d'une Kuriatstimme (du latin curia pour rassemblement). Les villes d'Empire forment deux collèges : le banc du Rhin et celui de Souabe.
Les états impériaux doivent payer leurs impôts à l'empereur et doivent fournir des contingents à l'armée impériale. Tous les états impériaux ont obligation de participer aux sessions de la Diète (l'envoi d'un représentant est possible). En contrepartie, aucune loi ne peut être promulguée sans eux et ils jouent un rôle en cas de déclaration de guerre, de signatures de traités entre l'Empire et d'autres États et également dans la constitution de nouvelles principautés.